# Chamanisme Gurung
Le chamanisme Gurung est la religion chamanique traditionnelle des Gurungs du Népal. Elle est influencée par l'Hindouisme, le Bouddhisme et le Chamanisme.

## Description
Les villages Gurung ont leurs propres divinités locales. Le chamanisme Gurung attribue une signification symbolique fondamentale à la mort. Les rites, appelé pae (également pai et pe), sont souvent des analogues chamaniques ou des hommages aux rituels du bouddhisme tibétain. Le rite funéraire est le cœur de la cérémonie, impliquant trois jours et deux nuits de rituels pour envoyer les âmes vers la Terre des Ancêtres. Ces rituels peuvent être pratiqués par des Klehpri, des Pachyu ou des Lamas. Parmi les Gurung, la mort implique la dissolution des éléments corporels que sont la terre, l'air, le feu et l'eau. Ces éléments sont relâchés dans une série de rituels, neuf pour les hommes et sept pour les femmes. Le rituel de la libération des âmes invoque un Klehpri, l'injection de l'esprit du défunt par le biais d'une corde dans un oiseau, qui reconnaît alors les membres de la famille et se met à agir de manière non-naturelle. L'oiseau est symboliquement sacrifié par le prélèvement de quelques plumes, reçues par les membres de la famille, après quoi cet oiseau est relâché. Une fois qu'il a atteint la Terre des Ancêtres, la vie continue pour l'esprit du mort comme dans le monde des vivants, mais l'esprit est capable de prendre d'autres incarnations. Depuis la Terre des Ancêtres, les esprits continuent à surveiller avec intérêt ce qui se passe pour les leurs, et sont capables d'influencer positivement ou négativement le royaume des vivants.
Selon le chamanisme Gurung, les morts sont soit incinérés soit enfouis. Après la crémation ou l'inhumation, la famille du défunt construit un petit temple sur une colline et offre de la nourriture pour l'esprit, qui demeure et peut provoquer le malheur. Les fils du défunt doivent observer un deuil de six à douze mois, au cours duquel ils jeûnent de viande et d'alcool. Une dernière cérémonie funéraire est organisée un an ou plus après la mort, pour laquelle un rite coûteux est effectué. Ce rite comprend une effigie (appelée pla) de la personne décédée, drapée dans un tissu blanc et décorée avec des ornements. Les rituels mortuaires proches de ceux du klehpri s'adressent à l'esprit et l'envoient vers son lieu de repos, après quoi le sommet du sanctuaire sur la colline est démantelé. Outre les rites qui s'ensuivent, au cours desquels le prêtre adresse des suppliques aux esprits des quatre directions pour que le défunt trouve son chemin jusqu'au royaume des esprits, il conseille l'âme en partance sur son choix entre la réincarnation et le séjour dans la Terre des Ancêtres, et l'avertit de rester loin de soucis de ce monde et de ne pas y retourner prématurément.

### Prêtrise
Les Gurungs font appel à trois catégories de sacerdoce – lamas, klehpree, et pachyu – chacun observant différentes pratiques.
Les klehpri sont impliqués dans les rituels funéraires et jouent du tambour et de grandes cymbales en laiton. Les klehpri n'ont pas de littérature sacrée, l'apprentissage de toutes les prières et des rituels s'effectuant oralement par cœur sur plusieurs années, ce que l'on appelle le Pye tan Lu tan. La langue sacrée, Gurung-kura, n'est plus comprie par les laïcs, ni les praticiens, et pourrait être issue d'une ancienne religion,,.
Les chamans appelé pachyu opèrent parmi les communautés Gurung et dans les tribus et les communautés Hindoues du Népal, étant les plus nombreux dans la vallée de Modi. Leur pratique est en grande partie l'interprétation du surnaturel. Alors que leur langue rituelle est aussi archaïque, elle est plus facilement comprise par les praticiens et les laïcs. Les pratiques des pachyu sont influencées par les enseignements Bouddhistes, et ils sont souvent associés dans les différents rites avec des lamas. Ils doivent communiquer avec les esprits et les divinités locales et sont souvent demandés par les personnes souffrant de maladies ou de malheurs afin de tirer des horoscopes,,.
Les pachyu et klehpri/ghyabri sont amenés à exorciser les possédés, effectuer des rites mortuaires, et célébrer le culte des ancêtres.

### Influence du Bouddhisme
Des siècles d'influence culturelle du Tibet ont poussé de nombreux Gurungs à progressivement adopter le Bouddhisme Tibétain au cours des siècles, en particulier l'école de Nyingma, et tout particulièrement parmi les Gurungs de la région de Manang. Les Gurungs croient le plus souvent en Bouddha et au bodhisattva. Les lamas Bouddhistes Tibétains ont une position ambivalente au sujet des pratiques du Gurung Dharma (Pye Ta Lu Ta), et les Gurung Dharma syncrétiques peuvent être réticents à divulguer leurs pratiques à l'extérieur.
Selon le recensement de 2001 au Népal, 69,03 % des membres de l'ethnie Gurung s'identifient comme des Bouddhistes, 28,75 %, comme des Hindous, et 0,66 % en tant que Chrétiens.